# Hylettus stigmosus
Hylettus stigmosus là một loài bọ cánh cứng trong họ Cerambycidae.